# Ingelram

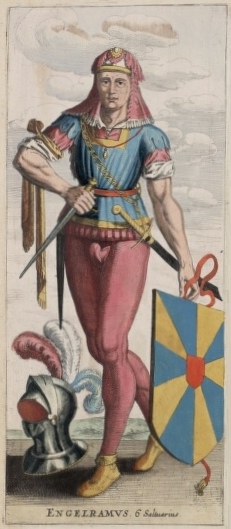
Ingelram (afbeelding uit Flandria illustrata, 1641)

Ingelram was volgens de woudmeesterslegende van 836 tot 853 de tweede forestier (woudmeester) van de Vlaamse gouw en graaf van Harelbeke, in opvolging van zijn vader Liederik. Na zijn dood nam zijn zoon Odoaker zijn ambt over. 
Zowel Ingelram als Liederik en Odoaker zijn figuren waarvan het bestaan onzeker is, aangezien er geen eigentijdse bronnen zijn waarin zij vermeld worden. Zij behoren tot een in de kiem 11e-eeuwse genealogie van de historische figuur Boudewijn I, eerste graaf van Vlaanderen.